# Basquetebol nos Jogos Olímpicos de Verão de 2020 - Masculino
O torneio masculino de basquetebol nos Jogos Olímpicos de Verão de 2020 foi a 20ª edição do evento nos Jogos Olímpicos. Realizado entre os dias de 25 de julho e 7 de agosto de 2021, todos os jogos foram disputados na Saitama Super Arena, em Saitama, Japão.
Originalmente programado para ser realizado em 2020, em 24 de março de 2020 as Olimpíadas foram adiadas para 2021 devido à pandemia de COVID-19. Ainda por conta da pandemia, as partidas foram realizadas com os portões fechados.

## Medalhistas
|  | USA Estados Unidos |  | FRA França |  | AUS Austrália |
|  | Keldon Johnson Zach LaVine Damian Lillard Kevin Durant Khris Middleton Jerami Grant Jayson Tatum JaVale McGee Jrue Holiday Bam Adebayo Draymond Green Devin Booker |  | Frank Ntilikina Timothé Luwawu-Cabarrot Thomas Heurtel Nicolas Batum Guerschon Yabusele Nando de Colo Evan Fournier Petr Cornelie Vincent Poirier Andrew Albicy Rudy Gobert Moustapha Fall |  | Chris Goulding Patrick Mills Josh Green Joe Ingles Matthew Dellavedova Nathan Sobey Matisse Thybulle Dante Exum Aron Baynes Jock Landale Duop Reath Nick Kay |

## Calendário
| G | Fase de grupos | QF | Quartas de final | SF | Semifinais | B | Disputa pelo bronze | F | Final |

| DataEvento        | Sáb 24 | Dom 25 | Seg 26 | Ter 27 | Ter 27 | Qua 28 | Qua 28 | Qua 28 | Qui 29 | Sex 30 | Sáb 31 | Dom 1 | Seg 2 | Ter 3 | Qua 4 | Qui 5 | Sex 6 | Sáb 7 | Sáb 7 | Dom 8 |
| ----------------- | ------ | ------ | ------ | ------ | ------ | ------ | ------ | ------ | ------ | ------ | ------ | ----- | ----- | ----- | ----- | ----- | ----- | ----- | ----- | ----- |
| Torneio masculino |        | G      | G      |        |        | G      | G      | G      | G      |        | G      | G     |       | QF    |       | SF    |       | F     | B     |       |

## Qualificação
| Método                       | Método                       | Data                             | Local    | Vagas | Classificado   |
| ---------------------------- | ---------------------------- | -------------------------------- | -------- | ----- | -------------- |
| País sede                    | —                            | —                                | —        | 1     | Japão          |
| Copa do Mundo de 2019        | África                       | 31 de agosto – 15 de setembro    | China    | 1     | Nigéria        |
| Copa do Mundo de 2019        | Américas                     | 31 de agosto – 15 de setembro    | China    | 2     | Argentina      |
| Copa do Mundo de 2019        | Américas                     | 31 de agosto – 15 de setembro    | China    | 2     | Estados Unidos |
| Copa do Mundo de 2019        | Ásia                         | 31 de agosto – 15 de setembro    | China    | 1     | Irã            |
| Copa do Mundo de 2019        | Europa                       | 31 de agosto – 15 de setembro    | China    | 2     | França         |
| Copa do Mundo de 2019        | Europa                       | 31 de agosto – 15 de setembro    | China    | 2     | Espanha        |
| Copa do Mundo de 2019        | Oceania                      | 31 de agosto – 15 de setembro    | China    | 1     | Austrália      |
| Pré-Olímpico Mundial de 2020 | Pré-Olímpico Mundial de 2020 | 22 de junho – 4 de julho de 2021 | Vitória  | 1     | Chéquia        |
| Pré-Olímpico Mundial de 2020 | Pré-Olímpico Mundial de 2020 | 22 de junho – 4 de julho de 2021 | Split    | 1     | Eslovênia      |
| Pré-Olímpico Mundial de 2020 | Pré-Olímpico Mundial de 2020 | 22 de junho – 4 de julho de 2021 | Kaunas   | 1     | Itália         |
| Pré-Olímpico Mundial de 2020 | Pré-Olímpico Mundial de 2020 | 22 de junho – 4 de julho de 2021 | Belgrado | 1     | Alemanha       |

## Formato
As doze equipes participantes foram divididas em três grupos de quatro equipes. Os dois primeiros colocados avançam para as quartas de final, assim como os dois melhores terceiros colocados. Após a fase preliminar, as equipes classificadas foram agrupadas de acordo com seus resultados (as quatro melhores e as quatro piores) e um sorteio determinou os confrontos das quartas de final. A partir daí, foi seguido o sistema eliminatório até a definição das medalhas.

## Sorteio
O sorteio foi realizado em 2 de fevereiro de 2021.
Potes
| Pote 1                               | Pote 2                      | Pote 3                         | Pote 4                |
| ------------------------------------ | --------------------------- | ------------------------------ | --------------------- |
| Estados Unidos · Espanha · Austrália | Argentina · Itália · França | Chéquia · Eslovênia · Alemanha | Nigéria · Irã · Japão |

## Árbitros
Os seguintes árbitros foram selecionados para o torneio.
- ARG Juan Fernández
- ARG Leandro Lezcano
- AUS Scott Beker
- AUS James Boyer
- BIH Ademir Zurapović
- BRA Guilherme Locatelli
- BRA Andreja Silva
- CAN Matthew Kallio
- CAN Maripier Malo
- CAN Michael Weiland
- DEN Maj Forsberg
- ESP Luis Castillo
- ESP Antonio Conde
- FRA Yohan Rosso
- IRQ Ahmed Al-Shuwaili
- ITA Manuel Mazzoni
- JPN Takaki Kato
- KAZ Yevgeniy Mikheyev
- LAT Mārtiņš Kozlovskis
- LBN Rabah Moujaim
- MAR Samir Abaakil
- NGR Kingsley Ojeaburu
- NOR Gizella Györgyi
- PHI Ferdinand Pascual
- POL Piotr Pastusiak
- PUR Luis Vázquez
- SRB Alexander Glišić
- TPE Yu Jung
- TUR Yener Yılmaz
- USA Amy Bonner
- USA Steven Anderson

## Fase de grupos
Na primeira fase as seleções foram divididas em três grupos de quatro equipes, disputados em formato todos-contra-todos. As duas primeiras de cada grupo e as duas melhores terceiros colocadas se classificaram às quartas de final.
Todas as partidas seguem o fuso horário local (UTC+9).
|  | Equipes classificadas às quartas de final              |
|  | Equipes classificadas como melhores terceiro colocadas |

### Grupo A
| Pos. | Seleção        | Pts | J | V | D | PM  | PS  | Dif |
| ---- | -------------- | --- | - | - | - | --- | --- | --- |
| 1    | França         | 6   | 3 | 3 | 0 | 259 | 215 | +44 |
| 2    | Estados Unidos | 5   | 3 | 2 | 1 | 315 | 233 | +82 |
| 3    | Chéquia        | 4   | 3 | 1 | 2 | 245 | 294 | –49 |
| 4    | Irã            | 3   | 3 | 0 | 3 | 206 | 283 | –77 |

Critérios de desempate: 1) Pontos; 2) Confronto direto; 3) Diferença de cestas; 4) Cestas marcadas.
| 25 de julho de 2021 10:00 | Relatório | Irã                                                 | 78–84 | Chéquia                                                    |  | Saitama Super Arena, Saitama Árbitros: CAN Matthew Kallio AUS Scott Beker TUR Yener Yılmaz |  |
| 25 de julho de 2021 10:00 | Relatório | Placar por quarto: 19–25, 11–21, 16–21, 32–17       |       |                                                            |  | Saitama Super Arena, Saitama Árbitros: CAN Matthew Kallio AUS Scott Beker TUR Yener Yılmaz |  |
| 25 de julho de 2021 10:00 | Relatório | Pts: Yakhchali 23 Rbts: Haddadi 10 Asts: Jamshidi 7 |       | Pts: Auda 16 Rbts: Satoranský, Balvín 8 Asts: Satoranský 8 |  | Saitama Super Arena, Saitama Árbitros: CAN Matthew Kallio AUS Scott Beker TUR Yener Yılmaz |  |

| 25 de julho de 2021 21:00 | Relatório | França                                                 | 83–76 | Estados Unidos                                          |  | Saitama Super Arena, Saitama Árbitros: BRA Guilherme Locatelli CAN Michael Weiland ITA Manuel Mazzoni |  |
| 25 de julho de 2021 21:00 | Relatório | Placar por quarto: 15–22, 22–23, 25–11, 21–20          |       |                                                         |  | Saitama Super Arena, Saitama Árbitros: BRA Guilherme Locatelli CAN Michael Weiland ITA Manuel Mazzoni |  |
| 25 de julho de 2021 21:00 | Relatório | Pts: Fournier 28 Rbts: Gobert 9 Asts: Batum, de Colo 5 |       | Pts: Holiday 18 Rbts: Adebayo 10 Asts: Green, Holiday 4 |  | Saitama Super Arena, Saitama Árbitros: BRA Guilherme Locatelli CAN Michael Weiland ITA Manuel Mazzoni |  |

| 28 de julho de 2021 13:40 | Relatório | Estados Unidos                                        | 120–66 | Irã                                                                   |  | Saitama Super Arena, Saitama Árbitros: ESP Antonio Conde FRA Yohan Rosso BRA Andreia Silva |  |
| 28 de julho de 2021 13:40 | Relatório | Placar por quarto: 28–12, 32–18, 22–13, 38–23         |        |                                                                       |  | Saitama Super Arena, Saitama Árbitros: ESP Antonio Conde FRA Yohan Rosso BRA Andreia Silva |  |
| 28 de julho de 2021 13:40 | Relatório | Pts: Lillard 21 Rbts: Booker, Durant 5 Asts: LaVine 8 |        | Pts: Haddadi, Jamshidi 14 Rbts: Haddadi 7 Asts: Jalalpoor, Jamshidi 3 |  | Saitama Super Arena, Saitama Árbitros: ESP Antonio Conde FRA Yohan Rosso BRA Andreia Silva |  |

| 28 de julho de 2021 21:00 | Relatório | Chéquia                                          | 77–97 | França                                           |  | Saitama Super Arena, Saitama Árbitros: ARG Juan Fernández ITA Manuel Mazzoni ARG Leandro Lezcano |  |
| 28 de julho de 2021 21:00 | Relatório | Placar por quarto: 28–22, 12–29, 16–26, 21–20    |       |                                                  |  | Saitama Super Arena, Saitama Árbitros: ARG Juan Fernández ITA Manuel Mazzoni ARG Leandro Lezcano |  |
| 28 de julho de 2021 21:00 | Relatório | Pts: Veselý 19 Rbts: Balvín 8 Asts: Satoranský 9 |       | Pts: Fournier 21 Rbts: Gobert 10 Asts: de Colo 8 |  | Saitama Super Arena, Saitama Árbitros: ARG Juan Fernández ITA Manuel Mazzoni ARG Leandro Lezcano |  |

| 31 de julho de 2021 10:00 | Relatório | Irã                                              | 62–79 | França                                                   |  | Saitama Super Arena, Saitama Árbitros: BRA Guilherme Locatelli ARG Leandro Lezcano LBN Rabah Noujaim |  |
| 31 de julho de 2021 10:00 | Relatório | Placar por quarto: 17–22, 10–24, 20–16, 14–17    |       |                                                          |  | Saitama Super Arena, Saitama Árbitros: BRA Guilherme Locatelli ARG Leandro Lezcano LBN Rabah Noujaim |  |
| 31 de julho de 2021 10:00 | Relatório | Pts: Haddadi 18 Rbts: Haddadi 12 Asts: Haddadi 5 |       | Pts: Heurtel 16 Rbts: quatro jogadores 5 Asts: de Colo 5 |  | Saitama Super Arena, Saitama Árbitros: BRA Guilherme Locatelli ARG Leandro Lezcano LBN Rabah Noujaim |  |

| 31 de julho de 2021 21:00 | Relatório | Estados Unidos                                | 119–84 | Chéquia                                              |  | Saitama Super Arena, Saitama Árbitros: SRB Aleksandar Glišić ITA Manuel Mazzoni CAN Maripier Malo |  |
| 31 de julho de 2021 21:00 | Relatório | Placar por quarto: 18–25, 29–18, 35–17, 37–24 |        |                                                      |  | Saitama Super Arena, Saitama Árbitros: SRB Aleksandar Glišić ITA Manuel Mazzoni CAN Maripier Malo |  |
| 31 de julho de 2021 21:00 | Relatório | Pts: Tatum 27 Rbts: Durant 8 Asts: Durant 6   |        | Pts: Schilb 17 Rbts: Satoranský 6 Asts: Satoranský 8 |  | Saitama Super Arena, Saitama Árbitros: SRB Aleksandar Glišić ITA Manuel Mazzoni CAN Maripier Malo |  |

### Grupo B
| Pos. | Seleção   | Pts | J | V | D | PM  | PS  | Dif |
| ---- | --------- | --- | - | - | - | --- | --- | --- |
| 1    | Austrália | 6   | 3 | 3 | 0 | 259 | 226 | +33 |
| 2    | Itália    | 5   | 3 | 2 | 1 | 255 | 239 | +16 |
| 3    | Alemanha  | 4   | 3 | 1 | 2 | 257 | 273 | –16 |
| 4    | Nigéria   | 3   | 3 | 0 | 3 | 230 | 263 | –33 |

Critérios de desempate: 1) Pontos; 2) Confronto direto; 3) Diferença de cestas; 4) Cestas marcadas.
| 25 de julho de 2021 13:40 | Relatório | Alemanha                                            | 82–92 | Itália                                           |  | Saitama Super Arena, Saitama Árbitros: ESP Antonio Conde IRQ Ahmed Al-Shuwaili KAZ Yevgeniy Mikheyev |  |
| 25 de julho de 2021 13:40 | Relatório | Placar por quarto: 32–22, 14–21, 26–25, 10–24       |       |                                                  |  | Saitama Super Arena, Saitama Árbitros: ESP Antonio Conde IRQ Ahmed Al-Shuwaili KAZ Yevgeniy Mikheyev |  |
| 25 de julho de 2021 13:40 | Relatório | Pts: Lô 24 Rbts: Voigtmann 6 Asts: três jogadores 4 |       | Pts: Fontecchio 20 Rbts: Melli 9 Asts: Mannion 7 |  | Saitama Super Arena, Saitama Árbitros: ESP Antonio Conde IRQ Ahmed Al-Shuwaili KAZ Yevgeniy Mikheyev |  |

| 25 de julho de 2021 17:20 | Relatório | Austrália                                     | 84–65 | Nigéria                                               |  | Saitama Super Arena, Saitama Árbitros: BIH Ademir Zurapović ESP Luis Castillo JPN Takaki Kato |  |
| 25 de julho de 2021 17:20 | Relatório | Placar por quarto: 23–23, 20–17, 15–12, 26–13 |       |                                                       |  | Saitama Super Arena, Saitama Árbitros: BIH Ademir Zurapović ESP Luis Castillo JPN Takaki Kato |  |
| 25 de julho de 2021 17:20 | Relatório | Pts: Mills 25 Rbts: Kay 8 Asts: Mills 6       |       | Pts: Emegano 12 Rbts: Achiuwa 6 Asts: Agada, Okogie 3 |  | Saitama Super Arena, Saitama Árbitros: BIH Ademir Zurapović ESP Luis Castillo JPN Takaki Kato |  |

| 28 de julho de 2021 10:00 | Relatório | Nigéria                                       | 92–99 | Alemanha                                       |  | Saitama Super Arena, Saitama Árbitros: MEX Omar Bermúdez LAT Mārtiņš Kozlovskis LBN Rabah Noujaim |  |
| 28 de julho de 2021 10:00 | Relatório | Placar por quarto: 21–24, 29–26, 24–24, 18–25 |       |                                                |  | Saitama Super Arena, Saitama Árbitros: MEX Omar Bermúdez LAT Mārtiņš Kozlovskis LBN Rabah Noujaim |  |
| 28 de julho de 2021 10:00 | Relatório | Pts: Nwora 33 Rbts: Nwora 7 Asts: Emegano 6   |       | Pts: Voigtmann 19 Rbts: Thiemann 10 Asts: Lô 9 |  | Saitama Super Arena, Saitama Árbitros: MEX Omar Bermúdez LAT Mārtiņš Kozlovskis LBN Rabah Noujaim |  |

| 28 de julho de 2021 17:20 | Relatório | Itália                                              | 83–86 | Austrália                                                    |  | Saitama Super Arena, Saitama Árbitros: CAN Michael Weiland USA Steven Anderson IRQ Ahmed Al-Shuwaili |  |
| 28 de julho de 2021 17:20 | Relatório | Placar por quarto: 25–25, 20–19, 17–21, 21–21       |       |                                                              |  | Saitama Super Arena, Saitama Árbitros: CAN Michael Weiland USA Steven Anderson IRQ Ahmed Al-Shuwaili |  |
| 28 de julho de 2021 17:20 | Relatório | Pts: Fontecchio 22 Rbts: Polonara 7 Asts: Mannion 7 |       | Pts: Landale 18 Rbts: três jogadores 7 Asts: Ingles, Mills 5 |  | Saitama Super Arena, Saitama Árbitros: CAN Michael Weiland USA Steven Anderson IRQ Ahmed Al-Shuwaili |  |

| 31 de julho de 2021 13:40 | Relatório | Itália                                                  | 80–71 | Nigéria                                 |  | Saitama Super Arena, Saitama Árbitros: ESP Antonio Conde PUR Roberto Vázquez JPN Takaki Kato |  |
| 31 de julho de 2021 13:40 | Relatório | Placar por quarto: 29–17, 11–22, 16–24, 24–8            |       |                                         |  | Saitama Super Arena, Saitama Árbitros: ESP Antonio Conde PUR Roberto Vázquez JPN Takaki Kato |  |
| 31 de julho de 2021 13:40 | Relatório | Pts: Melli 15 Rbts: Vitali 6 Asts: Fontecchio, Pajola 4 |       | Pts: Metu 22 Rbts: Metu 10 Asts: Metu 3 |  | Saitama Super Arena, Saitama Árbitros: ESP Antonio Conde PUR Roberto Vázquez JPN Takaki Kato |  |

| 31 de julho de 2021 17:20 | Relatório | Austrália                                     | 89–76 | Alemanha                                   |  | Saitama Super Arena, Saitama Árbitros: ARG Juan Fernández USA Steven Anderson MEX Omar Bermúdez |  |
| 31 de julho de 2021 17:20 | Relatório | Placar por quarto: 18–22, 26–18, 22–19, 23–17 |       |                                            |  | Saitama Super Arena, Saitama Árbitros: ARG Juan Fernández USA Steven Anderson MEX Omar Bermúdez |  |
| 31 de julho de 2021 17:20 | Relatório | Pts: Mills 24 Rbts: Ingles 5 Asts: Mills 6    |       | Pts: Obst 17 Rbts: Voigtmann 13 Asts: Lô 5 |  | Saitama Super Arena, Saitama Árbitros: ARG Juan Fernández USA Steven Anderson MEX Omar Bermúdez |  |

### Grupo C
| Pos. | Seleção   | Pts | J | V | D | PM  | PS  | Dif |
| ---- | --------- | --- | - | - | - | --- | --- | --- |
| 1    | Eslovênia | 6   | 3 | 3 | 0 | 329 | 268 | +61 |
| 2    | Espanha   | 5   | 3 | 2 | 1 | 256 | 243 | +13 |
| 3    | Argentina | 4   | 3 | 1 | 2 | 268 | 276 | –8  |
| 4    | Japão     | 3   | 3 | 0 | 3 | 235 | 301 | –66 |

Critérios de desempate: 1) Pontos; 2) Confronto direto; 3) Diferença de cestas; 4) Cestas marcadas.
| 26 de julho de 2021 13:40 | Relatório | Argentina                                     | 100–118 | Eslovênia                                    |  | Saitama Super Arena, Saitama Árbitros: USA Steven Anderson FRA Yohan Rosso TPE Yu Jung |  |
| 26 de julho de 2021 13:40 | Relatório | Placar por quarto: 24–32, 18–30, 24–26, 34–30 |         |                                              |  | Saitama Super Arena, Saitama Árbitros: USA Steven Anderson FRA Yohan Rosso TPE Yu Jung |  |
| 26 de julho de 2021 13:40 | Relatório | Pts: Scola 23 Rbts: Deck 8 Asts: Vildoza 5    |         | Pts: Dončić 48 Rbts: Tobey 14 Asts: Dončić 5 |  | Saitama Super Arena, Saitama Árbitros: USA Steven Anderson FRA Yohan Rosso TPE Yu Jung |  |

| 26 de julho de 2021 21:00 | Relatório | Japão                                                   | 77–88 | Espanha                                    |  | Saitama Super Arena, Saitama Árbitros: SRB Aleksandar Glišić LAT Mārtiņš Kozlovskis LBN Rabah Noujaim |  |
| 26 de julho de 2021 21:00 | Relatório | Placar por quarto: 14–18, 14–30, 28–21, 21–19           |       |                                            |  | Saitama Super Arena, Saitama Árbitros: SRB Aleksandar Glišić LAT Mārtiņš Kozlovskis LBN Rabah Noujaim |  |
| 26 de julho de 2021 21:00 | Relatório | Pts: Hachimura 20 Rbts: Watanabe 8 Asts: Baba, Tanaka 5 |       | Pts: Rubio 20 Rbts: Claver 9 Asts: Rubio 9 |  | Saitama Super Arena, Saitama Árbitros: SRB Aleksandar Glišić LAT Mārtiņš Kozlovskis LBN Rabah Noujaim |  |

| 29 de julho de 2021 13:40 | Relatório | Eslovênia                                     | 116–81 | Japão                                                                   |  | Saitama Super Arena, Saitama Árbitros: SRB Aleksandar Glišić CAN Michael Weiland PHI Ferdinand Pascual |  |
| 29 de julho de 2021 13:40 | Relatório | Placar por quarto: 29–23, 24–18, 27–23, 36–17 |        |                                                                         |  | Saitama Super Arena, Saitama Árbitros: SRB Aleksandar Glišić CAN Michael Weiland PHI Ferdinand Pascual |  |
| 29 de julho de 2021 13:40 | Relatório | Pts: Dončić 25 Rbts: Tobey 11 Asts: Dončić 7  |        | Pts: Hachimura 34 Rbts: Hachimura, Watanabe 7 Asts: Hachimura, Tanaka 3 |  | Saitama Super Arena, Saitama Árbitros: SRB Aleksandar Glišić CAN Michael Weiland PHI Ferdinand Pascual |  |

| 29 de julho de 2021 21:00 | Relatório | Espanha                                         | 81–71 | Argentina                                              |  | Saitama Super Arena, Saitama Árbitros: FRA Yohan Rosso DEN Maj Forsberg BRA Andreia Silva |  |
| 29 de julho de 2021 21:00 | Relatório | Placar por quarto: 20–25, 20–9, 21–19, 20–18    |       |                                                        |  | Saitama Super Arena, Saitama Árbitros: FRA Yohan Rosso DEN Maj Forsberg BRA Andreia Silva |  |
| 29 de julho de 2021 21:00 | Relatório | Pts: Rubio 26 Rbts: P. Gasol 8 Asts: M. Gasol 5 |       | Pts: Laprovittola 27 Rbts: Deck 8 Asts: Laprovittola 4 |  | Saitama Super Arena, Saitama Árbitros: FRA Yohan Rosso DEN Maj Forsberg BRA Andreia Silva |  |

| 1 de agosto de 2021 13:40 | Relatório | Argentina                                      | 97–77 | Japão                                                  |  | Saitama Super Arena, Saitama Árbitros: PUR Roberto Vázquez LAT Mārtiņš Kozlovskis CAN Michael Weiland |  |
| 1 de agosto de 2021 13:40 | Relatório | Placar por quarto: 26–16, 20–22, 19–15, 32–24  |       |                                                        |  | Saitama Super Arena, Saitama Árbitros: PUR Roberto Vázquez LAT Mārtiņš Kozlovskis CAN Michael Weiland |  |
| 1 de agosto de 2021 13:40 | Relatório | Pts: Scola 23 Rbts: Scola 10 Asts: Campazzo 11 |       | Pts: Baba 18 Rbts: Hachimura 11 Asts: três jogadores 3 |  | Saitama Super Arena, Saitama Árbitros: PUR Roberto Vázquez LAT Mārtiņš Kozlovskis CAN Michael Weiland |  |

| 1 de agosto de 2021 17:20 | Relatório | Espanha                                              | 87–95 | Eslovênia                                            |  | Saitama Super Arena, Saitama Árbitros: BIH Ademir Zurapović FRA Yohan Rosso CAN Matthew Kallio |  |
| 1 de agosto de 2021 17:20 | Relatório | Placar por quarto: 24–20, 20–21, 26–27, 17–27        |       |                                                      |  | Saitama Super Arena, Saitama Árbitros: BIH Ademir Zurapović FRA Yohan Rosso CAN Matthew Kallio |  |
| 1 de agosto de 2021 17:20 | Relatório | Pts: Rubio 18 Rbts: Claver, M. Gasol 6 Asts: Rubio 9 |       | Pts: Čančar 22 Rbts: Dončić, Tobey 14 Asts: Dončić 9 |  | Saitama Super Arena, Saitama Árbitros: BIH Ademir Zurapović FRA Yohan Rosso CAN Matthew Kallio |  |

### Melhores terceiros colocados
| Pos. | Seleção   | Pts | J | V | D | PM  | PS  | Dif |
| ---- | --------- | --- | - | - | - | --- | --- | --- |
| 1    | Argentina | 4   | 3 | 1 | 2 | 268 | 276 | –8  |
| 2    | Alemanha  | 4   | 3 | 1 | 2 | 257 | 273 | –16 |
| 3    | Chéquia   | 4   | 3 | 1 | 2 | 245 | 294 | –49 |

Critérios de desempate: 1) pontos; 2) diferença de pontos; 3) pontos marcados; 4) ranking da FIBA.

## Fase final
Na fase final, um sorteio após a fase de grupos decidiu os confrontos das quartas de final. As equipes qualificadas foram divididas em dois potes:
- O Pote D incluiu as três primeiras colocadas da fase de grupos, junto com a melhor segunda colocada.
- O Pote E compreende os dois segundos colocados restantes, junto com os dois melhores terceiros colocados.

Regras do sorteio
- Cada par de jogos tinha uma equipe do Pote D e uma equipe do Pote E.
- As equipes do mesmo grupo não podiam ser sorteadas nas quartas de final.
- O segundo colocado do Pote D não pôde ser sorteado contra os terceiros colocados do Pote E.

| Pote D                                          | Pote E                                  |
| ----------------------------------------------- | --------------------------------------- |
| Eslovênia · França · Austrália · Estados Unidos | Itália · Espanha · Argentina · Alemanha |

### Chaveamento
|  | Quartas de final    | Quartas de final    |                     |    | Semifinal           | Semifinal           |  |  | Final | Final |
|  |                     |                     |                     |    |                     |                     |  |  |       |       |
|  | 3 de agosto de 2021 |                     |                     |    |                     |                     |  |  |       |       |
|  |                     |                     |                     |    |                     |                     |  |  |       |       |
|  | Itália              | 75                  |                     |    |                     |                     |  |  |       |       |
|  | Itália              | 75                  | 5 de agosto de 2021 |    |                     |                     |  |  |       |       |
|  | França              | 84                  |                     |    |                     |                     |  |  |       |       |
|  | França              | 84                  | França              | 90 |                     |                     |  |  |       |       |
|  | 3 de agosto de 2021 |                     | França              | 90 |                     |                     |  |  |       |       |
|  |                     | Eslovênia           | 89                  |    |                     |                     |  |  |       |       |
|  | Eslovênia           | Eslovênia           | 89                  | 94 |                     |                     |  |  |       |       |
|  | Eslovênia           |                     | 7 de agosto de 2021 | 94 |                     |                     |  |  |       |       |
|  | Alemanha            | 70                  |                     |    |                     |                     |  |  |       |       |
|  | Alemanha            | 70                  | França              | 82 |                     |                     |  |  |       |       |
|  | 3 de agosto de 2021 |                     | França              | 82 |                     |                     |  |  |       |       |
|  |                     | Estados Unidos      | 87                  |    |                     |                     |  |  |       |       |
|  | Espanha             | Estados Unidos      | 87                  | 81 |                     |                     |  |  |       |       |
|  | Espanha             | 5 de agosto de 2021 |                     | 81 |                     |                     |  |  |       |       |
|  | Estados Unidos      | 95                  |                     |    |                     |                     |  |  |       |       |
|  | Estados Unidos      | 95                  | Estados Unidos      | 97 |                     |                     |  |  |       |       |
|  | 3 de agosto de 2021 |                     | Estados Unidos      | 97 |                     |                     |  |  |       |       |
|  |                     | Austrália           | 78                  |    | Disputa pelo bronze | Disputa pelo bronze |  |  |       |       |
|  | Austrália           | Austrália           | 78                  | 97 | Disputa pelo bronze | Disputa pelo bronze |  |  |       |       |
|  | Austrália           |                     | 7 de agosto de 2021 | 97 |                     |                     |  |  |       |       |
|  | Argentina           | 59                  |                     |    |                     |                     |  |  |       |       |
|  | Argentina           | 59                  | Eslovênia           | 93 |                     |                     |  |  |       |       |
|  |                     |                     |                     |    |                     |                     |  |  |       |       |
|  | Austrália           | 107                 |                     |    |                     |                     |  |  |       |       |
|  | Austrália           | 107                 |                     |    |                     |                     |  |  |       |       |

### Quartas de final
| 3 de agosto de 2021 10:00 | Relatório | Eslovênia                                     | 94–70 | Alemanha                               |  | Saitama Super Arena, Saitama Árbitros: BIH Ademir Zurapović CAN Matthew Kallio MEX Omar Bermúdez |  |
| 3 de agosto de 2021 10:00 | Relatório | Placar por quarto: 25–14, 19–23, 22–17, 28–16 |       |                                        |  | Saitama Super Arena, Saitama Árbitros: BIH Ademir Zurapović CAN Matthew Kallio MEX Omar Bermúdez |  |
| 3 de agosto de 2021 10:00 | Relatório | Pts: Dragić 27 Rbts: Tobey 11 Asts: Dončić 11 |       | Pts: Lô 11 Rbts: Bonga 7 Asts: Bonga 3 |  | Saitama Super Arena, Saitama Árbitros: BIH Ademir Zurapović CAN Matthew Kallio MEX Omar Bermúdez |  |

| 3 de agosto de 2021 13:40 | Relatório | Espanha                                                | 81–95 | Estados Unidos                                        |  | Saitama Super Arena, Saitama Árbitros: BRA Guilherme Locatelli FRA Yohan Rosso CAN Michael Weiland |  |
| 3 de agosto de 2021 13:40 | Relatório | Placar por quarto: 21–19, 22–24, 20–26, 18–26          |       |                                                       |  | Saitama Super Arena, Saitama Árbitros: BRA Guilherme Locatelli FRA Yohan Rosso CAN Michael Weiland |  |
| 3 de agosto de 2021 13:40 | Relatório | Pts: Rubio 38 Rbts: Hernangómez 10 Asts: Hernangómez 3 |       | Pts: Durant 29 Rbts: Booker 9 Asts: Booker, Holiday 5 |  | Saitama Super Arena, Saitama Árbitros: BRA Guilherme Locatelli FRA Yohan Rosso CAN Michael Weiland |  |

| 3 de agosto de 2021 17:20 | Relatório | Itália                                               | 75–84 | França                                        |  | Saitama Super Arena, Saitama Árbitros: PUR Roberto Vázquez ARG Juan Fernández USA Steven Anderson |  |
| 3 de agosto de 2021 17:20 | Relatório | Placar por quarto: 25–20, 17–23, 12–21, 21–20        |       |                                               |  | Saitama Super Arena, Saitama Árbitros: PUR Roberto Vázquez ARG Juan Fernández USA Steven Anderson |  |
| 3 de agosto de 2021 17:20 | Relatório | Pts: Fontecchio 23 Rbts: Gallinari 10 Asts: Pajola 6 |       | Pts: Gobert 22 Rbts: Batum 14 Asts: de Colo 7 |  | Saitama Super Arena, Saitama Árbitros: PUR Roberto Vázquez ARG Juan Fernández USA Steven Anderson |  |

| 3 de agosto de 2021 21:00 | Relatório | Austrália                                     | 97–59 | Argentina                                           |  | Saitama Super Arena, Saitama Árbitros: ESP Antonio Conde SRB Aleksandar Glišić LAT Mārtiņš Kozlovskis |  |
| 3 de agosto de 2021 21:00 | Relatório | Placar por quarto: 18–22, 21–11, 21–15, 37–11 |       |                                                     |  | Saitama Super Arena, Saitama Árbitros: ESP Antonio Conde SRB Aleksandar Glišić LAT Mārtiņš Kozlovskis |  |
| 3 de agosto de 2021 21:00 | Relatório | Pts: Mills 18 Rbts: Kay 10 Asts: Ingles 7     |       | Pts: Laprovittola 16 Rbts: Deck 10 Asts: Campazzo 5 |  | Saitama Super Arena, Saitama Árbitros: ESP Antonio Conde SRB Aleksandar Glišić LAT Mārtiņš Kozlovskis |  |

### Semifinal
| 5 de agosto de 2021 13:15 | Relatório | Estados Unidos                                | 97–78 | Austrália                                   |  | Saitama Super Arena, Saitama Árbitros: BIH Ademir Zurapović CAN Michael Weiland ITA Manuel Mazzoni |  |
| 5 de agosto de 2021 13:15 | Relatório | Placar por quarto: 18–24, 24–21, 32–10, 23–23 |       |                                             |  | Saitama Super Arena, Saitama Árbitros: BIH Ademir Zurapović CAN Michael Weiland ITA Manuel Mazzoni |  |
| 5 de agosto de 2021 13:15 | Relatório | Pts: Durant 23 Rbts: Durant 9 Asts: Holiday 8 |       | Pts: Mills 15 Rbts: Landale 6 Asts: Mills 8 |  | Saitama Super Arena, Saitama Árbitros: BIH Ademir Zurapović CAN Michael Weiland ITA Manuel Mazzoni |  |

| 5 de agosto de 2021 20:00 | Relatório | França                                          | 90–89 | Eslovênia                                     |  | Saitama Super Arena, Saitama Árbitros: BRA Guilherme Locatelli ARG Juan Fernández LAT Mārtiņš Kozlovskis |  |
| 5 de agosto de 2021 20:00 | Relatório | Placar por quarto: 27–29, 15–15, 29–21, 19–24   |       |                                               |  | Saitama Super Arena, Saitama Árbitros: BRA Guilherme Locatelli ARG Juan Fernández LAT Mārtiņš Kozlovskis |  |
| 5 de agosto de 2021 20:00 | Relatório | Pts: De Colo 25 Rbts: Gobert 16 Asts: De Colo 5 |       | Pts: Tobey 23 Rbts: Dončić 10 Asts: Dončić 18 |  | Saitama Super Arena, Saitama Árbitros: BRA Guilherme Locatelli ARG Juan Fernández LAT Mārtiņš Kozlovskis |  |

### Disputa pelo bronze
| 7 de agosto de 2021 20:00 | Relatório | Eslovênia                                     | 93–107 | Austrália                                  |  | Saitama Super Arena, Saitama Árbitros: PUR Roberto Vázquez FRA Yohan Rosso CAN Matthew Kallio |  |
| 7 de agosto de 2021 20:00 | Relatório | Placar por quarto: 19–20, 26–33, 22–25, 26–29 |        |                                            |  | Saitama Super Arena, Saitama Árbitros: PUR Roberto Vázquez FRA Yohan Rosso CAN Matthew Kallio |  |
| 7 de agosto de 2021 20:00 | Relatório | Pts: Dončić 22 Rbts: Dončić 8 Asts: Dončić 7  |        | Pts: Mills 42 Rbts: Ingles 9 Asts: Mills 9 |  | Saitama Super Arena, Saitama Árbitros: PUR Roberto Vázquez FRA Yohan Rosso CAN Matthew Kallio |  |

### Final
| 7 de agosto de 2021 11:30 | Relatório | França                                                  | 82–87 | Estados Unidos                             |  | Saitama Super Arena, Saitama Árbitros: BRA Guilherme Locatelli BIH Ademir Zurapović CAN Michael Weiland |  |
| 7 de agosto de 2021 11:30 | Relatório | Placar por quarto: 18–22, 21–22, 24–27, 19–16           |       |                                            |  | Saitama Super Arena, Saitama Árbitros: BRA Guilherme Locatelli BIH Ademir Zurapović CAN Michael Weiland |  |
| 7 de agosto de 2021 11:30 | Relatório | Pts: Fournier, Gobert 16 Rbts: Gobert 8 Asts: De Colo 7 |       | Pts: Durant 29 Rbts: Tatum 7 Asts: Green 5 |  | Saitama Super Arena, Saitama Árbitros: BRA Guilherme Locatelli BIH Ademir Zurapović CAN Michael Weiland |  |

## Classificação final
| Pos.              | Seleção        |
| ----------------- | -------------- |
| Medalha de ouro   | Estados Unidos |
| Medalha de prata  | França         |
| Medalha de bronze | Austrália      |
| 4                 | Eslovênia      |
| 5                 | Argentina      |
| 6                 | Itália         |
| 7                 | Espanha        |
| 8                 | Alemanha       |
| 9                 | Chéquia        |
| 10                | Nigéria        |
| 11                | Japão          |
| 12                | Irã            |